# Isolepis angelica
Isolepis angelica är en halvgräsart som beskrevs av Brian Laurence Burtt. Isolepis angelica ingår i släktet borstsävssläktet, och familjen halvgräs. Inga underarter finns listade i Catalogue of Life.